# Masahito Moriyama

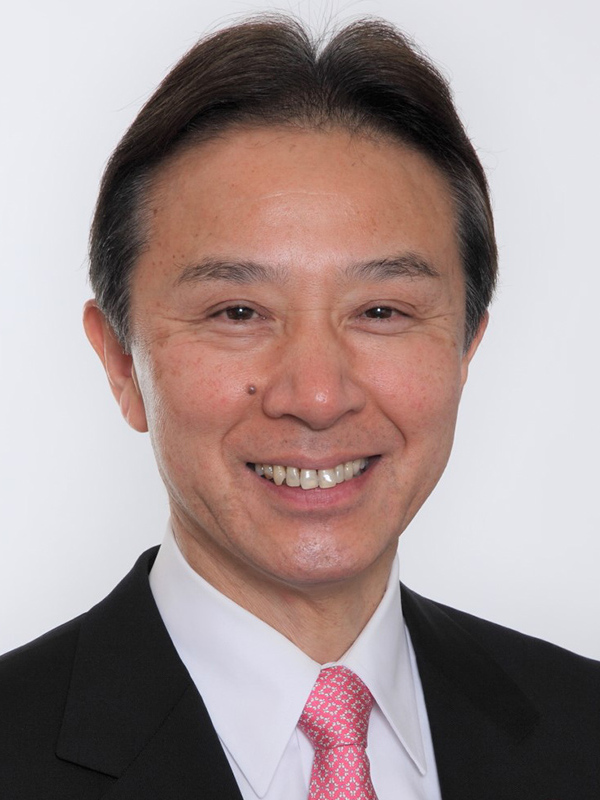
Masahito Moriyama, 2016

Masahito Moriyama (japanisch 盛山 正仁 Moriyama Masahito; * 14. Dezember 1953 in Nishinomiya, Hyōgo) ist ein japanischer Politiker (LDP, darin zuletzt Kishida-Faktion), war von 2005 bis 2009 und von 2012 bis 2024 Mitglied des Abgeordnetenhauses, zuletzt für den Verhältniswahlblock Kinki, und von 2023 bis 2024 im 2. umgebildeten 2. Kabinett Kishida Kultus- und Wissenschaftsminister, im englischsprachigen Ausland Minister für Bildung, Kultur, Sport, Wissenschaft und Technologie.
Moriyama wurde nach seinem Studium an der rechtswissenschaftlichen Fakultät der Universität Tokio Beamter im Verkehrsministerium, ab 2001 zum Ministerium für Land & Verkehr (in englischsprachigen Ländern etc.), wo er zuletzt Abteilungsleiter (buchō) war. 2005 beendete er seine Beamtenkarriere für den Wechsel in die aktive Politik.
Im Abgeordnetenhauswahlkreis Hyōgo 1 hatte der LDP-Abgeordnete Keisuke Sunada in einem Spendenskandal 2004 die Partei verlassen. Moriyama übernahm bei der Abgeordnetenhauswahl 2005 die LDP-Kandididatur Hyōgo 1 und setzte sich mit rund 43 % der Stimmen gegen den Demokraten Hajime Ishii und vier weitere Kandidaten durch, darunter Sunada als Unabhängiger. Bei der Anti-LDP-Erdrutschwahl 2009 unterlag er der Demokratin Masae Ido. 2012 konnte er Hyōgo 1 nur knapp gegen Nobuhiko Isaka (Minna) und Ido gewinnen und kehrte ins Abgeordnetenhaus zurück. Den Wahlkreis konnte er danach bisher nur 2017 gewinnen; 2014 und 2021 unterlag er Isaka (Ishin→KDP), konnte aber jeweils mit relativ knappen Niederlagen einen LDP-Verhältniswahlsitz in Kinki gewinnen.
Im Abgeordnetenhaus war Moriyama von 2019 bis 2020 Vorsitzender des Sozial- und Arbeitsausschusses. In der Regierung war er von 2012 bis 2013 für das zweite Kabinett Abe parlamentarischer Sekretär (daijin seimukan) im Justizministerium, von 2015 bis 2017 (erste und zweite Umbildung des dritten Kabinetts Abe) Vizeminister (fuku-daijin) im Justizministerium und gleichzeitig im Kabinettsamt.
Ministerpräsident Fumio Kishida berief Moriyama bei der Kabinettsumbildung im September 2023 zum Kultus- & Wissenschaftsminister. Er blieb bis zum Regierungswechsel im Oktober 2024 im Amt. Bei der bald folgenden Abgeordnetenhauswahl 2024 unterlag er im Wahlkreis Hyōgo 1 mit 22 % der Stimmen deutlich gegen Isaka (KDP, 44 %) und fünf weitere Kandidaten und verpasste damit auch eine Wiederwahl bei der Verhältniswahl in Kinki klar (im Ergebnis Listenplatz 18 bei sechs Sitzen für die LDP).